# نفرت‌حنوت
نِفِرت‌حِنوت (انگلیسی: Neferthenut) یکی از ملکه‌های مصر باستان در دوران دودمان دوازدهم مصر بود. به‌احتمال زیاد، او همسر فرعون سنوسرت سوم بوده است.
نفرته‌نوت دارای القاب «همسر شاه»، «عضو اشراف» (با عنوان خاص ایریت‌پات - iryt-pat) و «آن‌که هوروس و ست را می‌بیند» بود. تاکنون او تنها از طریق تابوت سنگی‌اش و تکه‌هایی از نیایشگاهی که در کنار هرم او کشف شده، شناخته شده است. این هرم بخشی از مجموعه هرم سنوسرت سوم در دهشور است.
مکان قرارگیری آرامگاه او در کنار هرم پادشاه، احتمال همسری او با سنوسرت سوم را تقویت می‌کند. دیتر آرنولد، باستان‌شناسی که مجموعه هرم و آرامگاه این ملکه را دوباره کاوش کرد، اشاره کرده که کتیبه‌های روی تابوت نفرت‌حنوت بسیار بی‌کیفیت بوده‌اند، چیزی که در مقایسه با تابوت‌های دیگر زنان سلطنتی دفن‌شده در آن منطقه، کاملاً غیرمعمول است.
آرامگاه نفرت‌حنوت پیش‌تر مورد غارت قرار گرفته بود. تنها اشیایی که ژاک دو مورگان، کاوشگر اولیه آرامگاه در سال ۱۸۹۴، موفق به کشف آن‌ها شد، دو سر گرز بودند.